# Gare de Kita-senri
La gare de Kita-senri (北千里駅, Kita-senri-eki) est une gare ferroviaire terminus située à Suita, dans la préfecture d'Osaka au Japon. La gare est exploitée par la compagnie Hankyu.

## Situation ferroviaire
La gare de Kita-senri marque la fin de la ligne Hankyu Senri.

## Histoire
La gare est inaugurée le 1er mars 1967. Il s'agit de la première gare au monde à être équipée de portillons d'accès automatiques.

## Service des voyageurs

### Accueil
La gare dispose d'un bâtiment voyageurs, avec guichet, ouvert tous les jours.

### Desserte
- Ligne Senri :
  - voie 1 : direction Awaji et Osaka-Umeda
  - voie 2 : direction Awaji et Tenjinbashisuji 6-chome (interconnexion avec la ligne Sakaisuji pour Tengachaya)